# Fontaine-la-Guyon
Fontaine-la-Guyon é uma comuna francesa na região administrativa do Centro, no departamento Eure-et-Loir. Estende-se por uma área de 14,64 km². Em 2010 a comuna tinha 1 717 habitantes (densidade: 117,3 hab./km²).